# Els Vandesteene
Els Vandesteene (ur. 30 maja 1987 w Brugii) – belgijska siatkarka, reprezentantka kraju, grająca na pozycji przyjmującej. Brązowa medalistka mistrzostw Europy 2013 rozgrywanych w Niemczech i Szwajcarii.

## Sukcesy klubowe
Liga belgijska:
- 2022[2]
- 2008, 2010, 2011 2012
- 2009

Puchar Belgii:
- 2009

Superpuchar Belgii:
- 2009, 2011

Liga francuska:
- 2014

## Sukcesy reprezentacyjne
Liga Europejska:
- 2013

Mistrzostwa Europy:
- 2013